# Grammy Latino de Melhor Vídeo Musical em Formato Longo
O Grammy Latino de Melhor Vídeo Musical em Formato Longo é um prêmio apresentado anualmente no Grammy Latino, uma cerimônia que reconhece a excelência e promove uma consciência mais ampla da diversidade cultural e das contribuições de artistas latinos nos Estados Unidos e internacionalmente. De acordo com as definições regulamentadas pela Academia, a categoria é dedicada a premiar "álbuns de vídeo compostos por mais de uma música ou faixa e é concedido a artistas, diretores de vídeo e/ou produtores de pelo menos 51% do tempo total de reprodução". Caso a obra seja uma homenagem ou coleção de apresentações ao vivo, o prêmio é entregue apenas aos diretores ou produtores. O prêmio foi entregue pela primeira vez no 7º Grammy Latino em 2006.

## Vencedores
| Ano  | Artista(s)                      | Obra                                         | Diretor(es) e produtor(es) | Indicados | Ref.   |
| ---- | ------------------------------- | -------------------------------------------- | --- | --- | ------ |
| 2006 | Bebo e Cigala                   | Blanco y Negro En Vivo                       | - Fernando Trueba, diretor e produtor | - Daniela Mercury – Baile Barroco (Daniel dos Santos, diretor; Walter Costa, produtor ) - O Rappa – Acústico MTV (Joana Mazzuchelli, diretor; Nani Escosteguy, produtor) - Simone – Simone – Ao Vivo (Roberto Talma, diretor; Moogie Canazio, produtor) | [ 1 ]  |
| 2006 | Café Tacuba                     | Un Viaje                                     | - Tito Lara, diretor - Gerardo Gutiérrez, produtor                                                                                                   | - Daniela Mercury – Baile Barroco (Daniel dos Santos, diretor; Walter Costa, produtor ) - O Rappa – Acústico MTV (Joana Mazzuchelli, diretor; Nani Escosteguy, produtor) - Simone – Simone – Ao Vivo (Roberto Talma, diretor; Moogie Canazio, produtor) | [ 1 ]  |
| 2007 | Ricky Martin                    | MTV Unplugged                                | - Manny Rodríguez, diretor - Charlie Singer e Jose Tillan, produtor                                                                                  | - Chico Buarque – A Série (Roberto De Oliveira, diretor; Celso Tavares, produtor) - Andrés Calamaro – Made In Argentina 2005 (José Luis Menegaz e Sebastian Viqueira, diretor; Audiovisuales S.A., produtor) - Franco De Vita – Mil y Una Historias En Vivo (Victor Beltran e Roberto Pensó, diretores; Cesar Pulido, produtor) - Ivete Sangalo – Multishow ao Vivo: Ivete no Maracanã (Joana Mazzucchelli, diretor; Wilson Cunha, produtor) | [ 2 ]  |
| 2008 | Julieta Venegas                 | MTV Unplugged                                | - Milton Lage, diretor - Michael Dagnery e José Tillán, produtor                                                                                     | - Miguel Bosé – Papitour (Eduardo Sánchez, diretor; Manolo Roldán, produtor) - Gloria Estefan – 90 Millas (Emilio Estefan, Jr., diretor e produtor) - Serrat e Sabina – Dos Pájaros de un Tiro (Luis Parraga, diretor; Caster Films S.L., produtor) - Vários Artistas – Buenos Aires, Dias y Noches de Tango (Omar Quiroga e Fabio Zabrowski, diretor; Andrés Mayo, produtor) | [ 3 ]  |
| 2009 | Roberto Carlos e Caetano Veloso | E A Música de Tom Jobim                      | - Monique Gardenberg e Felipe Hirsch, diretor - Guto Graça Mello, produtor                                                                           | - Gian Marco – En Vivo Desde El Lunario (Ximena Cantuarias e Rafael Uriostegui, diretor; Gian Marco Zignago, produtor) - Robi Draco Rosa – Teatro (J. García, diretor; Draco Rosa, produtor) - Ivete Sangalo – Pode Entrar (Joana Mazzucchelli, diretor e produtor) - Tempo – Free Tempo: Victory (Carlos R. Pérez, diretor; Bruce Henderson e Alejandro Navia, produtor) | [ 4 ]  |
| 2010 | Voz Veis                        | Una Noche Común y Sin Corriente              | - Néstor Moure, diretor - Andres Guanipa, produtor                                                                                                   | - Jorge Drexler – La Trama Circular (Ariel Hassan, diretor e produtor) - León Gieco – Mundo Alas (León Gieco, Fernando Molnar & Sebastian Schindel, diretor; Gustavo Taranto & Virginia Taranto, produtor) - Laura Pausini – Laura Live World Tour 09 (Gaetano Morbioli, diretor; Laura Pausini, produtor) - Thalía – Primera Fila (Nahuel Lerena, diretor; Alicia Betoldi & Pinball, produtor) | [ 5 ]  |
| 2011 | Franco De Vita                  | En Primera Fila                              | - Diego Alvarez, diretor - Vicente Solís, produtor                                                                                                   | - Huáscar Barradas – Entre Amigos 2 En Vivo (Héctor Palma, diretor; Lorena Salazar & Rafael Soler, produtor) - Rubén Blades – Todos Vuelven Live DVD Vol. 1 and Vol. 2 (Ariel Rivas, diretor e produtor) - Maná – Drama y Luz (Rubén R. Bañuelos & Iván López Barba, diretor; Antonio "Toiz" Rodríguez Íñiguez, produtor) - Alejandro Sanz – Canciones Para Un Paraíso - En Vivo (Fernando Olmo, diretor; Teresa Ortíz, produtor) - Zoé – Música de Fondo: MTV Unplugged (Miguel Roldán, diretor; José "Fidji" Viggiano, produtor)                                                                                    | [ 6 ]  |
| 2012 | Juanes                          | MTV Unplugged                                | - Ivan Dudynsky, diretor - Charlie Singer & José Tillán, produtor                                                                                    | - Caetano Veloso, Gilberto Gil e Ivete Sangalo – Especial Ivete, Gil e Caetano (Rafael Dragaud & Roberto Talma, diretor e produtor) - Shakira – Live from Paris (Nick Wickham, diretor; Emer Patten, produtor) - Manuel Galbán – Blue Cha Cha (Ernesto Daranas Serrano, diretor; Vania Valdés, produtor) - Enrique Bunbury – Licenciado Cantinas, The Movie (Alexis Morante, diretor; Sergio Abujas & Tamara Arias, produtor) | [ 7 ]  |
| 2013 | Natalia Lafourcade              | Mujer Divina – Homenaje a Agustín Lara       | - Juan Luis Covarrubias, diretor - Gonzalo Ferrari, produtor                                                                                         | - Cartel de Santa – Me Atizo Macizo Tour (Diego Álvarez, diretor; Aldo Ballesteros, produtor) - Fuerzabruta – Wayra Tour (Leo Aramburú, diretor; Corazón Animal, Fuerzabruta e Fernyo Moya, produtor) - Fito Páez – El Amor Después del Amor: 20 Años (Diego Álvarez & Fito Páez, diretor; Luciano Porri, produtor) - Various Artists – Hecho Con Sabor a Puerto Rico (Kacho López Mari, diretor; Tristana Robles, produtor) |        |
| 2014 | Café Tacuba                     | El Objeto Antes Llamado Disco, La Película]] | - Gregory Allen, diretor e produtor | - Jesse & Joy – Soltando al Perro (Rubén R. Bañuelos, diretor; Toiz Rodríguez, produtor) - Santana – Corazón: Live from Mexico - Live It to Believe It (Nick Wickham, diretor; Emer Patten, produtor) - Vários Artistas – Música En Tiempos (Kacho López Mari, diretor; Tristana Robles Reyes, produtor) - Vários Artistas – Triana Pura Y Pura (Ricardo Pachón, diretor; Ricardo Pachón e Gervasio Iglesias, produtor) |        |
| 2015 | Juanes                          | 'Loco de Amor: La Historia                   | - Kacho López, diretor - María Tristana Robles, produtor                                                                                             | - Pablo Alborán – 'Terral (Pedro Castro, diretor e produtor) - Kinky – MTV Unplugged (Miguel Roldán, diretor; José Viggiano & Marc Zimet, produtor) - Ara Malikian – 15 (Borja Echeverría Lamata, diretor; Ara Malikian, produtor) - Vicentico – Último Acto (Pablo Aparo & Martín Benchimol, diretor; Mariano Castellani, Laura Ricardes & Diego Saenz, produtor) | [ 8 ]  |
| 2016 | Alejandro Sanz                  | Sirope Vivo                                  | - Carlos Sánchez, diretor e produtor | - Babasónicos – Desde Adentro - Impuesto De Fe (En Vivo) (Diego Álvarez, diretor; Gastón Etchechoury & Miguel Tafich, produtor) - Bebe – 10 Años Con Bebe (Hernán Zin, diretor; Olmo Figueredo, Germán Gutiérrez, Nerio Gutiérrez, Sara Santaella & Hernán Zin, produtor) - Dvicio – Justo Ahora y Siempre (Willy Rodríguez, diretor; Juan Carlos Moguel, produtor) - Eugenia León, Tania Libertad eGuadalupe Pineda – Primera Fila (Ricardo Calderón, diretor; Ricardo Calderón & Ricardo Gascón, produtor) | [ 9 ]  |
| 2017 | Natalia Lafourcade              | Musas, El Documental                         | - Bruno Bancalari, direetor - Juan Pablo López Fonseca, produtor                                                                                     | - Miguel Bosé – MTV Unplugged (Miguel Roldán, diretor; Luis Roberto López, produtor) - Bronco – Primera Fila (Diego Álvarez, video director; Gastón Etchechoury & Miguel Tafich, video producers) - Guaco – Semblanza (Alberto Arvelo, diretor; Gilberto Aguado, Gustavo Aguado, Luis Fernando Borjas, Gabriela Camejo, Victor Márquez & Juan Carlos Salas, produtor) - Juanes – Mis planes son amarte (Kacho López Mari, diretor; María Tristana Robles, produtor) |        |
| 2018 | Pedro Capó                      | En Letra De Otro - Documentary               | - Diego Álvarez, diretor - Vicente Solís, produtor                                                                                                   | - La Santa Cecilia – Amar y Vivir Documentary (Charlie Nelson, diretor; Coyote Media House & Rebeleon Entertainment, produtor) - Los Pericos – 3.000 Vivos (Diego Álvarez, diretor; Verónica Álvarez, produtor) - Vários Artistas – Un Mundo Raro: Las Canciones De José Alfredo Jiménez (Rubén R. Bañuelos e Iván López Barba, diretor; Iván López Barba e Alex Briseño, produtor) - Zoé – Panoramas (Gabriel Cruz Rivas e Rodrigo Guardiola, diretor e produtor) | [ 10 ] |
| 2019 | Alejandro Sanz                  | Lo Que Fui Es Lo Que Soy                     | - Mercedes Cantero, Oscar García Blesa, Gervasio Iglesias e Alexis Morante, diretor - Alvaro Agustin, Ghislain Barrois & Gervasio Iglesias, produtor | - Mastodonte – Anatomía de Un Éxodo (Alfonso Cortés-Cabanillas and Asier Etxeandía, diretor; Jose Luis Huertas e Anibal Ruiz-Villar, produtor) - Astor Piazzolla – Piazzolla, Los Años del Tiburón (Daniel Rosenfeld, diretor e produtor) - Draco Rosa – Hotel de Los Encuentros (Henry Duarte, José Luis Jiménez, Miguel Jiménez, Draco Rosa, Redamo Rosa e Revel Rosa, diretor; Hector Espinosa, Mio Hachimori, José Luis Jiménez, Miguel Jiménez, Draco Rosa, Revel Rosa & Sadaharu Yagi, produtor) - Carlos Vives – Déjame Quererte (Juan Pablo Caballero e Felipe Cortés, diretor; Nathalie Burnside, produtor)  | [ 11 ] |
| 2020 | Carlos Vives                    | El Mundo Perdido de Cumbiana                 | - Carlos Felipe Montoya, diretor - Isabel Cristina Vásquez, produtor                                                                                 | - Amaia – Una Vuelta al Sol (Marc Pujolar, diretor; Júlia Orbegoso & David Serrano, produtor) - Just Play Peru – The Warrior Women of Afro-Peruvian Music (Matt Geraghty, Araceli Poma & Daniel Thissen, diretor; Matt Geraghty & Araceli Poma, produtor) - Los Tigres del Norte – Los Tigres del Norte at Folsom Prison (Tim Donahue, diretor; Ilan Arboleda, Zach Horowitz, Los Tigres Del Norte & Jessicya Materano, produtor) - Siddharta – "Relato de la Memoria Futuro" (Arturo Fabián De La Fuente & Cristóbal González Camarena, diretor; Arturo Fabián De La Fuente & Cristóbal González Camarena, produtor) | [ 12 ] |
| 2021 | Juan Luis Guerra                | Entre Mar y Palmeras                         | - Jean Guerra, diretor - Nelson Albareda, Amarilys Germán, Jean Guerra e Edgar Martínez, produtor                                                    | - Café Tacvba – Un Segundo MTV Unplugged (Miguel Roldán, diretor; Antonio Contreras Moya, produtor) - Carolina Deslandes – Mulher (Filipe Correia Dos Santos, diretor; Pedro Caldeirão, produtor) - Juanes – Origen (Documental) (Kacho López Mari, diretor; María Tristana Robles Reyes, produtor) - Gastón Lafourcade – Quien Me Tañe Escucha Mis Voces (Documental) – (Bruno Bancalari, diretor; Natalia Lafourcade & Juan Pablo López Fonseca, produtor) | [ 13 ] |
| 2022 | Natalia Lafourcade              | Hasta la Raíz: El Documental                 | - Bruno Bancalari & Juan Pablo López-Fonseca, diretor - Juan Pablo López-Fonseca, produtor                                                           | - Siudy Garrido – Bailaora - Mis Pies Son Mi Voz (Pablo Croce, diretor; Pablo Croce, Siudy Garrido, Adrienne Arhst Center, produtor) - Rosalía – Motomami (Rosalía Tiktok Live Performance) (Ferrán Echegaray, Rosalía & Stillz, diretor) - Romeo Santos – Romeo Santos: King of Bachata (Devin Amar & Charles Todd, diretor; Katherine Aquino, Ned Doyle, Raphael Estrella, Sheira Rees-Davies, Amaury Rodríguez & James Rothman, produtor) - Vetusta Morla – Matria (Patrick Knot, diretor; Vetusta Morla, produtor)                                                                                                | [ 14 ] |
| 2023 | Camilo                          | Camilo: El Primer Tour de Mi Vida            | - Camilo & Camilo Ríos, video directors - Mauricio Ríos, video producer                                                                              | - Dawer X Damper – Donde Machi - Album Completo (Ivan Vernaza, diretor; Alejandro Velasco Ochoa, produtor) - Fanm Zetwal – Fanm Zetwal, Una Historia de Vida u Milagros (Claudia Hernández Romero, diretor; Francisco Núñez, produtor) - Kenia Os – Universo K23 (Flakka, diretor; Compostela Films & Art, produtor) - Vários Artistas – Patria y Vida: The Power of Music (Beatriz Luengo, diretor; Michael Fux, Beatriz Luengo, Gloria Rubin & Yotuel, produtor) | [ 15 ] |